# 波熱加 (塞爾維亞)

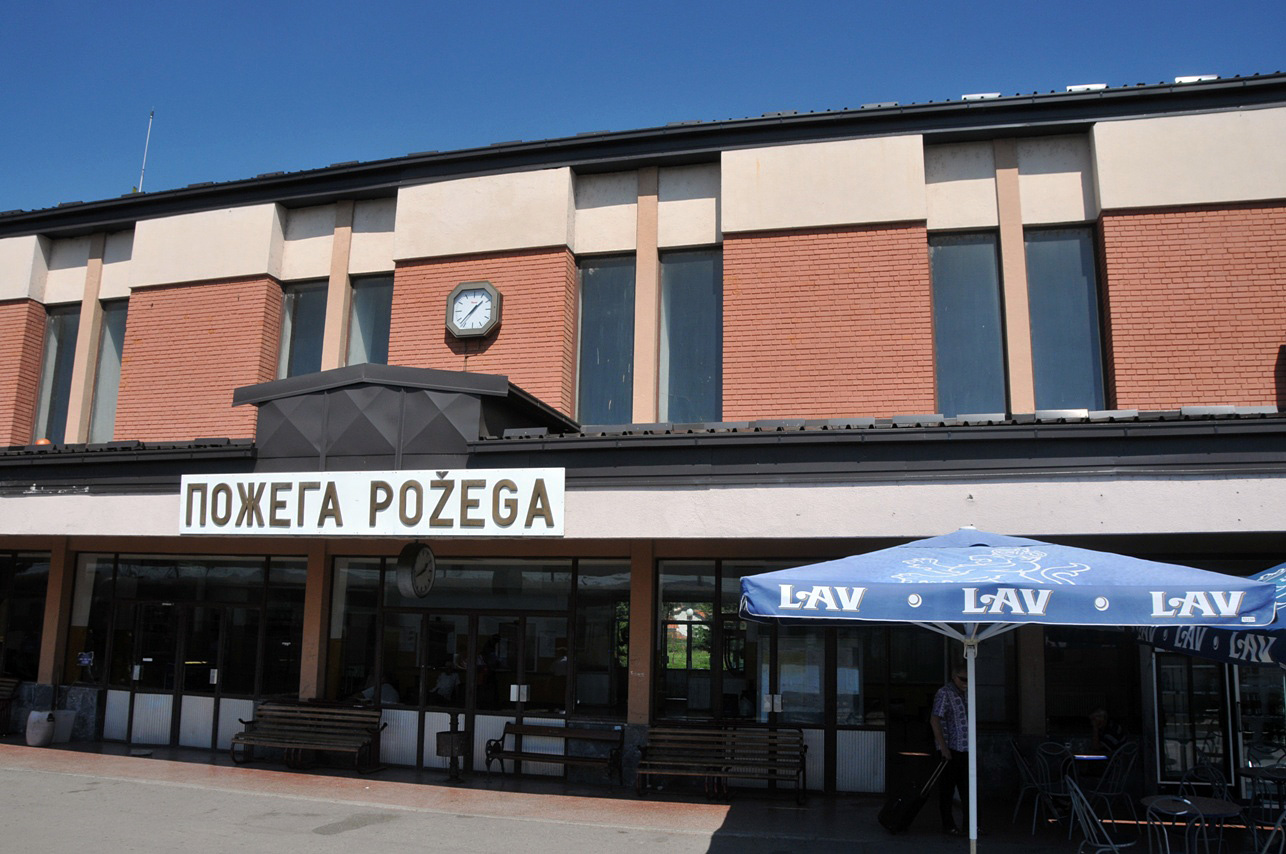

波熱加是塞爾維亞的城鎮，由茲拉提波爾州負責管轄，位於該國西部，距離首都貝爾格萊德180公里，面積426平方公里，海拔高度315米，2011年人口12,957。

## 外部連結
- Požega
- Požega